# فردریک کامینگ
فردریک کامینگ (انگلیسی: Frederick Cuming; ۲۷ مهٔ ۱۸۷۵ – ۲۲ مارس ۱۹۴۲) بازیکن کریکت اهل بریتانیا بود.